# Плейн-Сіті (Огайо)
Плейн-Сіті (англ. Plain City) — селище (англ. village) в США, в округах Медісон і Юніон штату Огайо. Населення — 4065 осіб (2020).

## Географія
Плейн-Сіті розташований за координатами 40°6′25″ пн. ш. 83°16′12″ зх. д. / 40.10694° пн. ш. 83.27000° зх. д. (40.107055, -83.269911).  За даними Бюро перепису населення США в 2010 році селище мало площу 6,20 км², з яких 6,16 км² — суходіл та 0,04 км² — водойми.

## Демографія
Згідно з переписом 2010 року, у селищі мешкало 4225 осіб у 1609 домогосподарствах у складі 1150 родин. Густота населення становила 681 особа/км².  Було 1699 помешкань (274/км²).
Расовий склад населення:
| - 96,0 % — білих - 0,7 % — корінних американців - 0,7 % — азіатів - 0,6 % — чорних або афроамериканців |

До двох чи більше рас належало 1,9 %. Частка іспаномовних становила 1,5 % від усіх жителів.
За віковим діапазоном населення розподілялося таким чином: 29,3 % — особи молодші 18 років, 55,9 % — особи у віці 18—64 років, 14,8 % — особи у віці 65 років та старші. Медіана віку мешканця становила 37,2 року. На 100 осіб жіночої статі у селищі припадало 88,9 чоловіків;  на 100 жінок у віці від 18 років та старших — 87,7 чоловіків також старших 18 років.
Середній дохід на одне домашнє господарство  становив 75 091 долар США (медіана — 55 938), а середній дохід на одну сім'ю — 87 257 доларів (медіана — 76 719). Медіана доходів становила 52 333 долари для чоловіків та 48 068 доларів для жінок. За межею бідності перебувало 9,5 % осіб, у тому числі 20,7 % дітей у віці до 18 років та 5,0 % осіб у віці 65 років та старших.
Цивільне працевлаштоване населення становило 2154 особи. Основні галузі зайнятості: виробництво — 15,7 %, науковці, спеціалісти, менеджери — 14,3 %, освіта, охорона здоров'я та соціальна допомога — 13,6 %.